# 明港镇
明港镇，是中华人民共和国河南省信阳市平桥区下辖的一个镇，是2010年国家确定的25个国家“扩权强镇”试点镇之一。

## 行政区划
明港镇下辖以下地区：
中山街社区、车站街社区、胜利街社区、红卫街社区、农工街社区、工人街社区、市场街社区、军民街社区、龚庄社区、明河桥社区、三里井社区、韩庄村、八里村、刘庄村、杨楼村、大营村、大洼村、冯庄村、前进村、新集村、何岗村、尚河村、杨冲村、邹庄村、韩场村、三官庙村、段湾村、史楼村、吴堂村、张湾村、张庄村、郭楼村、淮河村和大胡村。

## 交通
信阳明港机场位于明港镇与驻马店市确山县双河镇交界处，京广铁路和京广高速铁路纵贯镇境南北，分别设有明港站和明港东站。